# Kirov OpenSource Community
Кировское сообщество пользователей свободного программного обеспечения было создано 27 февраля 2020 года. Представляет собой cообщество по использованию и распространению свободного программного обеспечения, а также изменению его под свои потребности. 
Собрания проходят в библиотеке имени Герценка в городе Кирове обычно каждый второй четверг месяца. Точную дату и тему можно узнать в плане мероприятий библиотеки.
1. ↑  Kirov OpenSource Community | KirovLUG.
2. ↑  Календарь событий библиотеки им. Герценка.